# Tohe
Tohe is een bestuurslaag in het regentschap Belu van de provincie Oost-Nusa Tenggara, Indonesië. Tohe telt 5517 inwoners (volkstelling 2010).